# Долгополов Олександр Якович
Олександр Долгополов-старший (нар. 10 липня 1964) — колишній професійний тенісист з України, який змагався за Радянський Союз. 
Він батько Олександра Долгополова-молодшого, який був чвертьфіналістом на Відкритому чемпіонаті Австралії 2011 року.

## Кар'єра
Олександр Якович Долгополов займав друге місце після Андрія Чеснокова на чемпіонаті Радянської Федерації 1986 року.
У 1987 році він зіграв два одиночних матчі для команди Радянського Союзу з Кубку Девіса проти Туреччини. Він програв свій перший поєдинок Нецвету Деміру в п’яти сетах, але переміг Каю Сайдаса в іншій грі.
Долгополов також грав у тенісі Кубка Девіса за рідну Україну в поєдинку з Джибуті в 1993 році, який відбувся на Мальті. Він з'явився в парній грі разом з Андрієм Медведєвим. 
Він був тренером Медведєва з середини 1980-х до 1990-х.  За цей час він також співпрацював з Медведєвим у чотирьох парних турнірах ATP Tour, включаючи Монте-Карло Open 1993. 